# Cliff Carpenter
Cliff Carpenter (auch: Orchester Cliff Carpenter, Cliff Carpenter und sein Orchester, Cliff Carpenter and his Orchester, Cliff Carpenter Orchestra, Cliff Carpenter U. S. Orchester) war ein von Dieter Zimmermann gegründetes deutsches Studioorchester, welches unter wechselnder Leitung von 1968 bis 1987 aktiv war. Es trat vor allem mit instrumentalen Coverversions (teilweise mit Refraingesang) populärer Hits in Erscheinung.
Das Orchester wurde 1968 von Dieter Zimmermann als Projekt für Metronome gegründet, um von der damaligen Beliebtheit von Party-Instrumentalorchester, wie etwa James Last, zu profitieren. 1972 wanderte das Projekt mit Zimmermann zu Ariola und verpflichtete Alexander Gordan als Arrangeur. Als im Herbst 1978 Zimmermann mit 34 Jahren an Leukämie starb, hatte das Projekt seinen Zenit schon überschritten, sollte aber nach dem Willen von Ariola noch nicht untergehen. So übernahm Gordan die Leitung. Nach dessen Angaben sind alleine bei Ariola über 360 Titel dieses Ensembles erschienen.
Im Orchester spielten unter anderem der Schlagzeuger Tom Holm und der Jazz-Pianist Eugen Cicero.
Unter den gespielten Titeln befanden sich auch einige Songs, die durch Boney M. bekannt geworden waren, wobei die Melodie von den Hörnern vorgetragen wurde. 12 dieser Lieder wurden 1982 als Kompilation unter dem Titel Cliff Carpenter Plays Boney M. Hits veröffentlicht.

## Diskografie (Auswahl)
- 1968: Instrumental Hits For Dancing
- 1972: Stereo Tanzparty Nr. 1
- 1975: Die Große Club-Tanzplatte
- 1977: Barfuß Durch Den Sommer
- 1979: Heart Of Glass
- 1982: Cliff Carpenter Plays Boney M. Hits
- 1986: Mädchen, Mädchen
- 1990: We Love To Love